# Satyricon (periodico)
Satyricon è un supplemento del quotidiano italiano Repubblica, pubblicato per la prima volta nel 1978. Satyricon è stato il primo supplemento periodico di un quotidiano italiano dedicato interamente alla satira. Venne ideato dal grafico Franco Bevilacqua con il vignettista Giorgio Forattini e dal 1982 diretto da Massimo Bucchi.